# Silsbee
Silsbee é uma cidade localizada no estado norte-americano do Texas, no Condado de Hardin.

## Demografia
Segundo o censo norte-americano de 2000, a sua população era de 6393 habitantes.
Em 2006, foi estimada uma população de 6788, um aumento de 395 (6.2%).

## Geografia
De acordo com o United States Census Bureau tem uma área de
19,5 km², dos quais 19,5 km² cobertos por terra e 0,0 km² cobertos por água. Silsbee localiza-se a aproximadamente 18 m acima do nível do mar.

## Localidades na vizinhança
O diagrama seguinte representa as localidades num raio de 24 km ao redor de Silsbee.